# 變蠅人
是一部1986年的科幻驚悚電影，由傑夫·高布倫（Jeff Goldblum）和吉娜·戴維斯（Geena Davis）主演，導演為大衛·柯能堡（David Cronenberg），由 Brooksfilms 和二十世紀福斯製作、發行。
《變蠅人》是重拍自1958年的同名電影以及基於1957年的同名短篇故事所改編，劇情主線大抵和原作相同，一名科學家的實驗導致己身的致命變化與悲劇，但也加入了更多導演個人所擅長的元素與概念。
由於票房的成功與正面評價，續集《變蠅人第二集》於1989年發行。

## 劇情
Seth Brundle 是富有才氣的科學家，他在由 Bartok 科學工業（Brundle 的研究經費贊助者）所主辦的派對中遇見了 Veronica Quaife，Veronica 是科學學雜誌《粒子》的記者。Brundle 帶著 Veronica 回到他的個人研究室（以及住處），向 Veronica 展示自己的新發明：一組「電子傳送艙」（Telepod），可用來將物體重組並即時傳送到別處，Veronica 對此有了高度興趣並同意協助紀錄 Brundle 的研究，兩人也漸漸發展出親密的感情關係。
雖然傳送艙已可用來傳送單純的物體，但還無法正確地傳送活體生物，Brundle 在一次使用狒狒的實驗中，重組的失敗導致狒狒被殘忍的殺死。Brundle 在和 Veronica 的第一次性行為中得到靈感，他認為既然儀器無法成功重組活體生物，不如讓儀器直接「複製」生物，於是 Brundle 重製了傳送程式。Brundle 成功的傳送第二個狒狒，而且並無發現有任何傷害產生。正當 Brundle 要向 Veronica 分享成果時，Veronica 卻突然不告而別。Brundle 很快的陷入醉酒與偏執中，他認為 Veronica 是打算和舊情人 Stathis Borans 復合，然而事實上 Veronica 離去是為了找 Borans 劃清關係。在偏執與猜忌的心態下，Brundle 決定要用自己作人體實驗，而沒有事先採取全面的安全測試。在傳送艙門關閉前蒼蠅飛進傳送艙，意外的將 Brundle 和蒼蠅融合，雖然傳送結束後，Brundle 並沒有感到任何異狀。
之後 Brundle 和 Veronica 還是重修舊好。另一方面，Brundle 開始感到自己的感官漸漸變得敏銳、力氣變得強大，甚至性能力也跟著提升，然而性格也變得更為自大且有暴力傾向。Veronica 意識到異狀而拒絕讓自己接受傳送實驗。Brundle 放棄了她，表示她無法跟上自己的成就。隨後 Brundle 從酒吧帶回一位名叫 Tawny 的女人，試圖強迫她接受傳送實驗。Veronica 趕至並阻止 Brundle，告訴他他的身體已經出了毛病，但 Brundle 將 Veronica 趕走並要她不要再回來。然而 Brundle 也發現自己的身體出了變化，毛髮脫落殆盡。於是他檢查傳送儀器的紀錄，發現儀器混淆了兩個不同種的生物，並將 Brundle 與另一種生物(蒼蠅)的基因融合，Brundle 最終明瞭自己正緩慢地變成一種混合的新生物。
Brundle 試圖修正傳送方式用來倒轉這恐怖的結果，但因其生物特徵早已改變，系統認不出Brundle ，拒絕讓他進行調整。
經過了近一個月的自我隔絕後，陷入絕望的 Brundle 再度和 Veronica 見面。這時他已經展現更多蒼蠅的特性，轉變也越加快速。他沒有辦法直接進食，必須吐出具分解性的酵素來預先消化食物。他也發現自己可以攀爬牆面，並出現類似蒼蠅的動作。他的人類組織也漸漸脫落，使他變得越來越不像人類，Brundle 驚覺他殘存的人性正逐漸喪失。而 Veronica 也發現自己懷孕，但她無法確定孩子是在 Brundle 接受實驗之前還是之後懷的。當 Brundle 發現 Veronica 打算墮胎時，便將 Veronica 從診所劫走，請求她將孩子留下。但 Veronica 非常擔心會生下變種的胎兒，所以難過地拒絕了，隨後 Brundle 將 Veronica 帶回研究室。
Veronica 的前男友 Borans 持著獵槍衝進研究室想要拯救 Veronica，卻遭到（已經突變的）Brundle 的攻擊受了重傷，Borans 的左手和右腳都被 Brundle 吐出的酵素溶解，但因為 Veronica 的懇求而活了下來。之後  Brundle 向 Veronica 透露了他的「最終解藥」，就是使用三座傳送艙將自己、Veronica 以及未出世的孩子融合為一體，成為「完美的家庭」。Brundle 的人類組織在與 Veronica 的拉扯中被完全剝離，呈現全面的變種型態。已經宛如巨大蒼蠅的 Brundle 將 Veronica 強制關進一號傳送艙，而在將儀器完成倒數設定後，自己進了二號傳送艙。受傷的 Borans 開槍擊毀連結一號傳送艙的電纜，並成功在倒數結束前將 Veronica 救出。Brundle 見狀想要破壞傳送艙並衝出，但儀器已執行傳送程序。融合完畢的 Brundle 從三號傳送艙爬出，身上融合了傳送艙的部份零件。Veronica 舉起槍來但下不了手，Brundle 用足肢抓起槍管按在自己的頭上，示意求她開槍，最終 Veronica 悲痛地結束 Brundle 的生命。

## 演員
| 演員                         | 角色                                 | 備註                                         |
| 傑夫·高布倫 Jeff Goldblum    | 賽斯·布朗多 Seth Brundle             | 本劇主角。因與蒼蠅融合，成了一個畸形的怪物。 |
| 吉娜·戴維斯 Geena Davis      | 維若妮卡·奎夫 Veronica Quaife        | 粒子雜誌記者，史戴西斯前女友。               |
| 約翰·蓋茲 John Getz          | 史戴西斯·波朗斯 Stathis Borans       | 雜誌社主編，維若妮卡前男友。                 |
| 喬伊·波蕭 Joy Boushel        | 坦妮 Tawny                           | 賽斯在酒吧搭訕的女子。                       |
| 萊斯利·卡爾森 Leslie Carlson | 布倫特·契佛斯醫生 Dr. Brent Cheevers | 婦產科醫生。                                 |
| 喬治·屈瓦洛 George Chuvalo   | 馬奇 Marky                           | 酒吧中的男子，在和賽斯比腕力時被折斷手腕。   |
| 大衛·柯能堡 David Cronenberg | 婦產科醫生 Gynecologist              | 維若妮卡夢中幫忙她生產的醫生。               |

## 獎項
- 奧斯卡金像獎最佳化妝[2]

## 外部連結
- 互联网电影数据库（IMDb）上《變蠅人》的资料（英文）
- 爛番茄上《變蠅人》的資料（英文）
- Box Office Mojo上《變蠅人》的資料（英文）
- AllMovie上《變蠅人》的资料（英文）